# Brassia macrostachya
Brassia macrostachya är en orkidéart som beskrevs av John Lindley. Brassia macrostachya ingår i släktet Brassia och familjen orkidéer. Inga underarter finns listade i Catalogue of Life.